# Pieve di San Vitale
La pieve di San Vitale, situata nella frazione Mirteto del comune di Massa, è un edificio sacro situato sul monte Olivero, in posizione dominante rispetto alle valli sottostanti del fiume Frigido. Dedicata a san Vitale, è l'unica delle tre pievi massesi citate dalle fonti (pievi di Massa e di Monte Libero) pervenutaci.

## Storia
Le prime testimonianze scritte sono contenute in un documento del 986 d.C., in cui, tra i vari possedimenti del vescovo di Lucca Teudigrimo nella località di Mirteto e dintorni, terreni sotto la giurisdizione della diocesi lunense, si fa riferimento anche alla pieve.
Il complesso attuale conserva le testimonianze dei numerosi lavori di ricostruzione svolti nel settecento, durante i quali è stata completamente ristrutturata e consacrata per una seconda volta (anno 1759 d.C.).

## Descrizione
Alcuni elementi dell'edificio sacro, come la pianta basilicale a tre navate sorrette da sei colonne o la posizione dell'altare maggiore, rimandano al periodo di transizione tra lo stile architettonico della tradizione gotica e quello successivo del Rinascimento.
Per questo motivo l'edificazione è ascrivibile al periodo tardo rinascimentale.
La sede attuale della chiesa, secondo alcune fonti, sarebbe il risultato di un ricollocamento avvenuto tra il XVI e il XVII secolo, come dimostrerebbe la posizione anomala che occupa, sul muro del campanile, l'affresco di san Giovanni Battista.
Ulteriori lavori di rifacimento della copertura e delle facciate sono stati necessari dopo il terremoto che ha colpito la Lunigiana nel 1920 e, nel 1950, dopo la seconda guerra mondiale.
La facciata, divisa in tre parti distinte, ha un unico portale d'ingresso al centro sormontato da una nicchia con statua e da un rosone.
All'interno si trovano diverse opere appartenenti a periodi storici diversi: un tabernacolo raffigurante la Madonna incoronata con Bambino del Novecento, le due sculture dell'angelo e la Vergine. Ai pilastri laterali del presbiterio sono altre due statue marmoree formanti anch'esse una Annunciazione attribuita ad Antonio Pardini o più probabilmente a Francesco di Valdambrino (in questo caso databile tra gli ultimi anni del Trecento ed i primissimi del Quattrocento).